# Melanolophia defimaria
Melanolophia defimaria là một loài bướm đêm trong họ Geometridae.